# Faule Magd

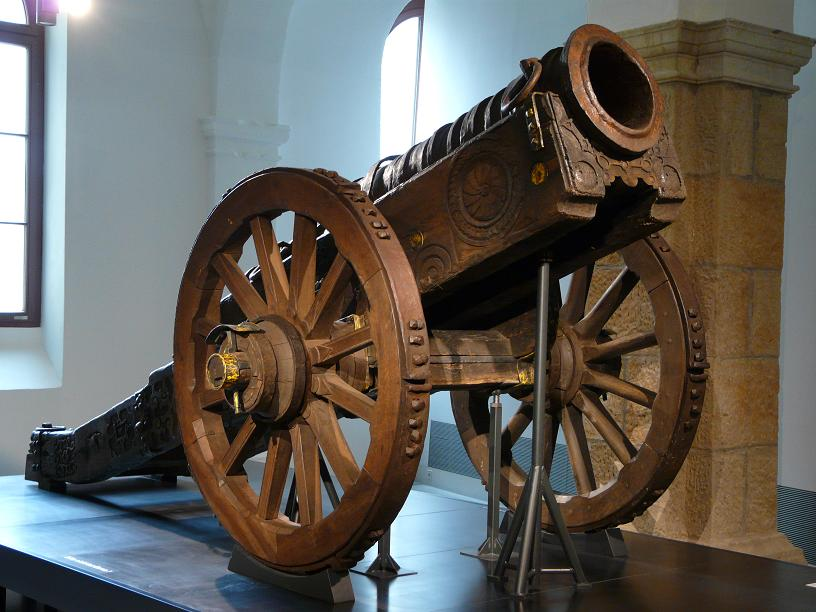
Die „Faule Magd von Dresden“

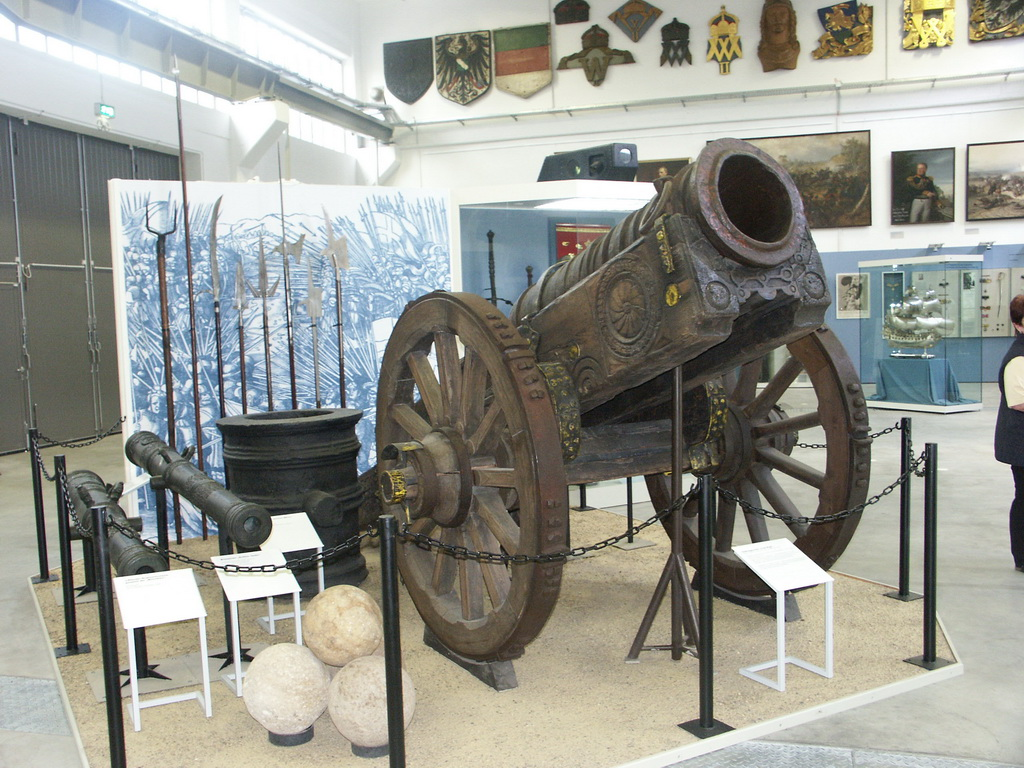
Die „Faule Magd von Dresden“

Die Faule Magd ist eine spätmittelalterliche sächsische Steinbüchse aus dem 15. Jahrhundert. Das ursprünglich als Legestück im Zeitraum von 1430 bis 1450 hergestellte und in einer hölzernen Lade gelagerte Geschützrohr wurde 1511 mitsamt Lade auf die heute noch erhaltene Lafette montiert. Die Faule Magd befindet sich im restaurierten Zustand im Militärhistorischen Museum der Bundeswehr in Dresden. Die Einsatzgeschichte der Kanone ist nicht überliefert.

## Technische Beschreibung
- Geschütztyp: Belagerungsgeschütz
- Geschützklasse: mittlere Steinbüchse; Zentnerbüchse (100 Pfund schießend)
- Bauart: schmiedeeisernes Stabringgeschütz[1]
- Rohrlänge: 233 cm
- Rohrgewicht: 1383,3 kg
- Seelenweite des Fluges: 34,5 cm
- Kaliber (Kugelgewicht): etwa 51 kg = 100 Nürnberger Pfund